# 1972年夏季残疾人奥林匹克运动会比利时代表团
1972年夏季残疾人奥林匹克运动会比利时代表团是比利时派出的1972年夏季残疾人奥林匹克运动会代表团。未获得奖牌。